# Jared Dudley
Pour les articles homonymes, voir Dudley (homonymie).
Jared Dudley, né le 10 juillet 1985 à San Diego en Californie, est un joueur puis entraîneur américain de basket-ball. Il mesure 1,96 m.

## Biographie

### Lycée et université
Après avoir évolué à Horizon High School où il termine avec des statistiques de 23,2 points et 14,0 rebonds lors de sa dernière année, il rejoint les Eagles de Boston College.
Pendant ses années en université, il joue avec Sean Marshall, avec lequel il est l'un des deux capitaines de son équipe. Dès sa première année (freshman), il acquiert une place de titulaire et il apporte 11,9 points et 6,6 rebonds. Il termine dans l'équipe type des débutants de la Big East Conference (Big East All-Rookie Team). Lors de sa saison de sophomore (seconde année), il est récompensé d'une nomination dans la Big East All-Conference Team, équipe type de la conférence. Ses statistiques sont désormais de 16,5 points, 7,5 rebonds, 3,2 passes et 1,6 interception. Lors de cette saison, il réussit son meilleur score en carrière universitaire avec 36 points face à Villanova. Lors du tournoi final de la NCAA (National Collegiate Athletic Association), il dispute deux rencontres. Lors de celles-ci, ses statistiques sont de 20,0 points et 6,0 rebonds.
La saison suivante, il est nommé dans le second cinq de la Atlantic Coast Conference (ACC). Il est également nommé dans le cinq du tournoi final de l'ACC.
Lors de sa saison de senior, il présente des statistiques de 19,0 points, 8,3 rebonds, 3,0 passes et 1,4 interception, marquant dix points ou plus dans l'ensemble des rencontres disputées, dont deux à 30 points. Il est élu joueur de l'Atlantic Coast Conference (ACC) en 2007 et est nommé dans la seconde équipe All-American. Durant cette saison, il subit une fracture de fatigue. Il gagne le surnom de Junkyard Dog pour sa ténacité lors des matchs[réf. nécessaire].

### Carrière NBA

#### Bobcats de Charlotte (2007-déc. 2008)
Dudley est choisi en 22e position lors de la draft 2007 de la NBA par les Bobcats de Charlotte. Dès sa treizième rencontre, il dispute son premier match en tant que titulaire. Lors de cette rencontre, disputée face aux Celtics de Boston, il marque 11 points et saisit 9 rebonds. Au total, il dispute 73 rencontres, en débutant 14. Ses statistiques sont de 5,8 points, 3,9 rebonds et 1,1 passe, dont deux double-double. Son meilleur total est de 19 points tandis que son meilleur score au rebond est de 18 prises.
La saison suivante, il dispute vingt rencontres avec les Bobcats, présentant sensiblement les mêmes statistiques que la saison précédente (5,4 points, 3,0 rebonds).

#### Suns de Phoenix (déc. 2008-2013)
Le 10 décembre 2008, d'être transféré avec Jason Richardson aux Suns de Phoenix contre Boris Diaw, Raja Bell et Sean Singletary. Avec sa nouvelle franchise, son temps de jeu se réduit, passant de 21,4 à 15,2 minutes. Toutefois, il présente les mêmes statistiques avec 5,5 points, 3,0 rebonds et 0,8 passe.
Son temps de jeu, et ses statistiques augmentent la saison suivante : avec 24,3 minutes, il inscrit 10,6 points, capte 3,9 rebonds et délivre 1,3 passe. La saison suivante, son importance au sein de l'effectif s'accentue, jouant 31,1 minutes, et figurant à 60 reprises dans le cinq majeur sur les 65 rencontres qu'il dispute, avec des statistiques de 12,7 points, 4,6 rebonds et 1,7 passe. En 2012-2013, ses statistiques sont en baisse, avec 10,9 points, 3,1 rebonds, 2,6 passes pour 27 minutes disputés.

#### Clippers de Los Angeles (2013-2014)
En juillet 2013, il rejoint les Clippers de Los Angeles lors d'un échange où, en plus des Clippers et des Suns, les Bucks de Milwaukee sont également impliqués. Sous les couleurs des Clippers, il débute 43 des 74 rencontres qu'il dispute, pour 6,9 points, 2,2 rebonds et 1,4 passe.

#### Bucks de Milwaukee (2014-2015)
Peu apprécié par son entraîneur Doc Rivers, Dudley fait l'objet d'un nouvel échange en août 2014 qui l'envoie rejoindre la franchise de Milwaukee.
Le 26 décembre 2014, lors de la victoire des siens 107 à 77 chez les Hawks d'Atlanta, il termine la rencontre avec un parfait 10/10 aux tirs dont 4/4 à trois points. Il devient le premier joueur à shooter à 100 % avec au moins 10 shoots tentés dont 3 à trois points.
Le 30 juin 2015, il prolonge avec Milwaukee en activant sa "player option".

#### Wizards de Washington (2015-2016)
Le 3 juillet 2015, Dudley est transféré aux Wizards de Washington contre une trade exception et un futur second tour de draft. Quelques jours plus tard, il se fait opérer d'une hernie discale et s'absente des parquets entre trois et quatre mois.

#### Retour aux Suns (2016-2018)
Lors de l'été 2016 il retourne aux Suns de Phoenix pour 30 millions de dollars sur 3 ans.

#### Nets de Brooklyn (2018-2019)
Le 19 juillet 2018, il est envoyé aux Nets de Brooklyn en échange de Darrell Arthur.

#### Lakers de Los Angeles (2019-2021)
Le 2 juillet 2019, il signe un contrat d'une saison avec les Lakers de Los Angeles. Avec les Lakers, il remporte le titre de champion NBA 2020.
Le 1er décembre 2020, il se réengage pour une saison avec les Lakers.

### Carrière d'entraîneur
Dudley prend sa retraite de joueur en août 2021 et devient adjoint de Jason Kidd, l'entraîneur des Mavericks de Dallas.
En juillet 2025, Dudley quitte les Mavericks et rejoint les Nuggets de Denver comme entraîneur adjoint de David Adelman.

## Statistiques

### Universitaires
Les statistiques de Jared Dudley en matchs universitaires sont les suivantes :
| Saison    | Équipe         | Matchs | Titul. | Min./m | % Tir | % 3pts | % LF | Rbds/m. | Pass/m. | Int/m. | Ctr/m. | Pts/m. |
| --------- | -------------- | ------ | ------ | ------ | ----- | ------ | ---- | ------- | ------- | ------ | ------ | ------ |
| 2003-2004 | Boston College | 34     | 34     | 34,0   | 46,5  | 31,6   | 72,3 | 6,71    | 2,79    | 1,29   | 0,24   | 11,91  |
| 2004-2005 | Boston College | 30     | 30     | 36,0   | 48,8  | 33,3   | 75,4 | 7,47    | 3,17    | 1,63   | 0,27   | 16,50  |
| 2005-2006 | Boston College | 36     | 36     | 37,2   | 49,5  | 35,5   | 71,0 | 8,67    | 3,19    | 1,14   | 0,33   | 16,67  |
| 2006-2007 | Boston College | 30     | 30     | 38,4   | 56,2  | 44,3   | 74,3 | 8,27    | 3,00    | 1,40   | 0,33   | 19,03  |
| Carrière  | Carrière       | 130    | 130    | 36,4   | 50,4  | 36,6   | 73,2 | 7,78    | 3,04    | 1,35   | 0,29   | 15,93  |

### Professionnelles
| Champion NBA |

gras = ses meilleures performances

#### Saison régulière
Les statistiques de Jared Dudley en saison régulière de la NBA sont les suivantes :
| Saison    | Équipe      | Matchs | Titul. | Min./m | % Tir | % 3pts | % LF  | Rbds/m. | Pass/m. | Int/m. | Ctr/m. | Pts/m. |
| --------- | ----------- | ------ | ------ | ------ | ----- | ------ | ----- | ------- | ------- | ------ | ------ | ------ |
| 2007-2010 | Charlotte   | 73     | 14     | 19,0   | 46,8  | 22,0   | 73,7  | 3,92    | 1,11    | 0,75   | 0,14   | 5,78   |
| 2008-2009 | Charlotte   | 20     | 7      | 21,4   | 46,9  | 37,5   | 62,5  | 2,95    | 0,95    | 0,90   | 0,10   | 5,40   |
| 2008-2009 | Phoenix     | 48     | 0      | 15,2   | 48,1  | 39,4   | 69,1  | 3,04    | 0,77    | 0,81   | 0,12   | 5,50   |
| 2009-2010 | Phoenix     | 82     | 1      | 24,3   | 45,9  | 45,8   | 75,4  | 3,43    | 1,40    | 0,99   | 0,20   | 8,22   |
| 2010-2011 | Phoenix     | 82     | 15     | 26,1   | 47,7  | 41,5   | 74,3  | 3,88    | 1,32    | 1,06   | 0,24   | 10,57  |
| 2011-2012 | Phoenix     | 65     | 60     | 31,1   | 48,5  | 38,3   | 72,6  | 4,63    | 1,72    | 0,75   | 0,29   | 12,66  |
| 2012-2013 | Phoenix     | 79     | 50     | 27,5   | 46,8  | 39,1   | 79,6  | 3,10    | 2,57    | 0,95   | 0,10   | 10,90  |
| 2013-2014 | Clippers    | 74     | 43     | 23,4   | 43,8  | 36,0   | 65,5  | 2,16    | 1,41    | 0,55   | 0,14   | 6,91   |
| 2014-2015 | Milwaukee   | 72     | 22     | 23,8   | 46,8  | 38,5   | 71,6  | 3,06    | 1,81    | 1,00   | 0,15   | 7,19   |
| 2015-2016 | Washington  | 81     | 41     | 25,9   | 47,8  | 42,0   | 73,5  | 3,53    | 2,10    | 0,93   | 0,22   | 7,88   |
| 2016-2017 | Phoenix     | 64     | 7      | 21,3   | 45,4  | 37,9   | 66,2  | 3,52    | 1,89    | 0,66   | 0,25   | 6,78   |
| 2017-2018 | Phoenix     | 48     | 0      | 14,3   | 39,3  | 36,2   | 77,1  | 1,96    | 1,62    | 0,50   | 0,23   | 3,17   |
| 2018-2019 | Brooklyn    | 59     | 25     | 20,7   | 42,3  | 35,1   | 69,6  | 2,63    | 1,41    | 0,61   | 0,27   | 4,86   |
| 2019-2020 | L.A. Lakers | 45     | 1      | 8,1    | 40,0  | 42,9   | 100,0 | 1,16    | 0,62    | 0,33   | 0,07   | 1,51   |
| 2020-2021 | L.A. Lakers | 12     | 0      | 6,7    | 22,2  | 33,3   | 0,0   | 1,75    | 0,42    | 0,08   | 0,08   | 0,50   |
| Carrière  | Carrière    | 904    | 286    | 22,3   | 46,3  | 39,3   | 73,2  | 3,15    | 1,54    | 0,79   | 0,18   | 7,34   |

Dernière mise à jour le 10 juin 2021

#### Playoffs
Les statistiques de Jared Dudley en playoffs de la NBA sont les suivantes :
| Saison   | Équipe      | Matchs | Titul. | Min./m | % Tir | % 3pts | % LF  | Rbds/m. | Pass/m. | Int/m. | Ctr/m. | Pts/m. |
| -------- | ----------- | ------ | ------ | ------ | ----- | ------ | ----- | ------- | ------- | ------ | ------ | ------ |
| 2010     | Phoenix     | 16     | 0      | 23,6   | 46,5  | 42,4   | 60,7  | 3,75    | 1,75    | 1,12   | 0,38   | 7,62   |
| 2014     | Clippers    | 7      | 0      | 6,4    | 27,3  | 50,0   | -     | 0,86    | 0,29    | 0,14   | 0,00   | 1,29   |
| 2015     | Milwaukee   | 6      | 0      | 18,4   | 46,7  | 57,1   | 57,1  | 1,83    | 1,33    | 2,00   | 0,33   | 6,67   |
| 2019     | Brooklyn    | 4      | 2      | 20,5   | 27,3  | 22,2   | 100,0 | 0,50    | 2,75    | 0,75   | 0,25   | 3,00   |
| 2020     | L.A. Lakers | 9      | 0      | 3,4    | 0,0   | 0,0    | 0,0   | 0,22    | 0,00    | 0,44   | 0,11   | 0,00   |
| 2021     | L.A. Lakers | 2      | 0      | 2,5    | 0,0   | 0,0    | 0,0   | 0,00    | 0,00    | 0,00   | 0,00   | 0,00   |
| Carrière | Carrière    | 44     | 2      | 14,8   | 42,3  | 41,8   | 64,1  | 1,84    | 1,11    | 0,86   | 0,23   | 4,16   |

Dernière mise à jour le 10 juillet 2021

## Records NBA

### Records sur une rencontre
Les records personnels de Jared Dudley en NBA sont les suivants, :
| Type de statistique        | Saison régulière | Saison régulière         | Saison régulière | Playoffs | Playoffs                  | Playoffs      |
| Type de statistique        | Record           | Adversaire               | Date             | Record   | Adversaire                | Date          |
| -------------------------- | ---------------- | ------------------------ | ---------------- | -------- | ------------------------- | ------------- |
| Points                     | 36               | Knicks de New York       | 26 décembre 2012 | 19       | Trail Blazers de Portland | 26 avril 2010 |
| Paniers marqués            | 11               | 2 fois                   | 2 fois           | 6        | 2 fois                    | 2 fois        |
| Paniers tentés             | 17               | 2 fois                   | 2 fois           | 10       | Trail Blazers de Portland | 26 avril 2010 |
| Paniers à 3 points réussis | 7                | Heat de Miami            | 23 décembre 2010 | 5        | 2 fois                    | 2 fois        |
| Paniers à 3 points tentés  | 11               | Rockets de Houston       | 2 avril 2017     | 9        | Trail Blazers de Portland | 26 avril 2010 |
| Lancers francs réussis     | 9                | 2 fois                   | 2 fois           | 4        | @ 76ers de Philadelphie   | 13 avril 2019 |
| Lancers francs tentés      | 12               | Suns de Phoenix          | 6 novembre 2007  | 5        | 2 fois                    | 2 fois        |
| Rebonds offensifs          | 7                | Warriors de Golden State | 5 mars 2008      | 4        | Spurs de San Antonio      | 5 mai 2010    |
| Rebonds défensifs          | 11               | Warriors de Golden State | 5 mars 2008      | 5        | 2 fois                    | 2 fois        |
| Rebonds totaux             | 18               | Warriors de Golden State | 5 mars 2008      | 6        | 3 fois                    | 3 fois        |
| Passes décisives           | 10               | 2 fois                   | 2 fois           | 5        | 2 fois                    | 2 fois        |
| Interceptions              | 5                | 4 fois                   | 4 fois           | 4        | @ Bulls de Chicago        | 20 avril 2015 |
| Contres                    | 3                | Mavericks de Dallas      | 8 mars 2012      | 2        | 2 fois                    | 2 fois        |
| Balles perdues             | 6                | Jazz de l'Utah           | 4 janvier 2013   | 2        | 4 fois                    | 4 fois        |
| Minutes jouées             | 49               | Bobcats de Charlotte     | 26 janvier 2010  | 31       | @ Spurs de San Antonio    | 9 mai 2010    |

- Double-double : 12
- Triple-double : 0

Dernière mise à jour : 27 juin 2021

### Records en carrière
- Premier joueur à tirer avec une adresse de 100 % avec au moins 10 tirs tentés dont 3 à trois points le 26 décembre 2014[7].